# Giulio Costantino
Giulio Costantino (Torino, 1842 – 1915) è stato un presbitero italiano appartenente alla Congregazione di San Giuseppe (Giuseppini del Murialdo). Fu Superiore Generale della congregazione dal 1900 al 1912, contribuendo in modo significativo allo sviluppo dell’opera educativa e pastorale fondata da san Leonardo Murialdo..

## Biografia
Giulio Costantino nacque a Torino nel 1842, in un periodo di grande fermento religioso e sociale, pochi anni prima dell’Unità d’Italia. Accolto nel Collegio Artigianelli nel 1853 si avvicinò alla spiritualità e all’opera sociale promossa da Leonardo Murialdo. Divenne sacerdote il 22 settembre 1866.
Entrò nella Congregazione di San Giuseppe, istituto fondato nel 1873 da Murialdo per rispondere ai bisogni educativi e spirituali dei giovani lavoratori, e ne condivise profondamente il carisma centrato sulla paternità di Dio, la centralità della persona e l’impegno educativo.

## Superiore Generale (1900-1912)
Padre Costantino ricoprì il ruolo di Superiore Generale della Congregazione dei Giuseppini del Murialdo, guidandola in una fase di consolidamento e crescita, sia in Italia che all’estero. Durante il suo mandato, promosse lo sviluppo di opere educative, collegi, oratori e laboratori professionali ispirati al modello murialdino.
La sua leadership si caratterizzò per la fedeltà al carisma originario, il rigore spirituale e l’attenzione alle esigenze del tempo, specialmente nella formazione dei giovani religiosi e nella diffusione della missione giuseppina.

## Eredità
Padre Giulio Costantino morì nel 1915, lasciando un segno duraturo nella storia della congregazione. È ricordato per la sua dedizione, il suo spirito di servizio e il contributo fondamentale dato alla diffusione dell’opera murialdina nei primi decenni del Novecento.